# 救命用ポータブル・アクア・ユニット

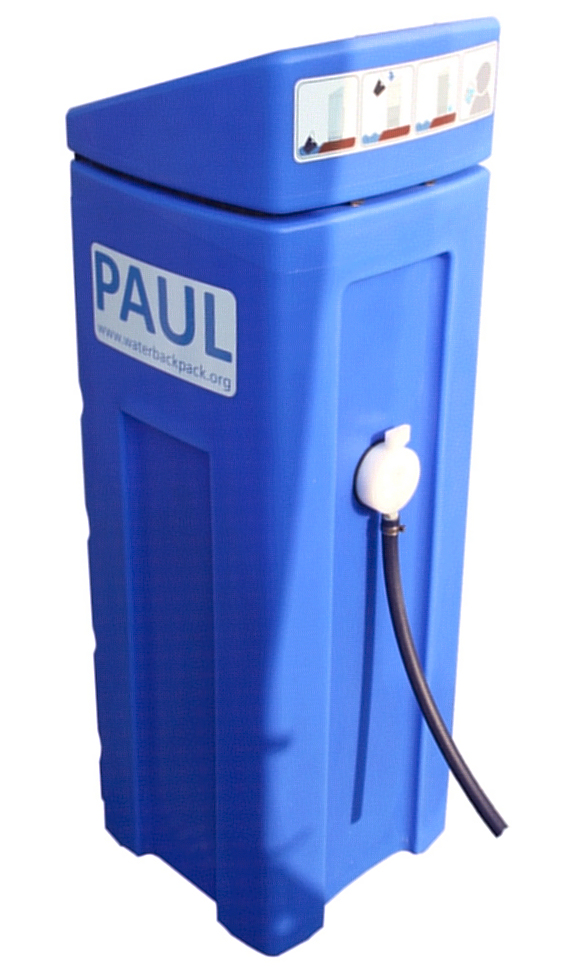
救命用ポータブル・アクア・ユニットPAUL（ポール）

救命用ポータブル・アクア・ユニット（英: Portable Aqua Unit for Lifesaving, PAUL 独: Wasserrucksack、Water Backpack）とは、カッセル大学が人道支援目的で開発した簡易移動式飲料水生成システム。半透膜を用いた膜技術を利用し飲料水を確保することを目的とした装置。

## 技術

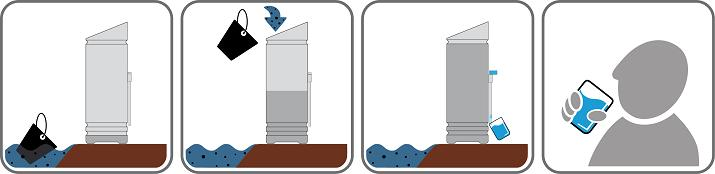
PAULに貼られているピクトグラム

### 前提条件
川や井戸などの水源（原水）を必要とする。科学知識や特別に訓練された人員は一切必要とせず、工程全体が4つのピクトグラムで示されているため誰でも簡単に使用することが可能である。また、使用に関しインドで様々な集団に対しテストが行われており、誰もが事前知識無しに操作することが可能であった。

### 操作方法
この装置の核はメンブレンフィルターユニットで構成されている。目的地に設置された後、およそ100ℓの原水で装置を満たした後に1〜2分間の待機時間を得て、ろ過された水は排水ホースから流出する。なお、ろ過中も定期的に原水を補充する必要がある。

### 能力
約1,15mの水圧によって、原水は20〜100nmの孔径の膜を通してろ過される。この装置は99.999％（フレゼニウスによる大腸菌および大腸菌群の測定）の効率で細菌を除去し、99.9％（ボン大学による大腸菌の測定）のウイルスを除去することが可能である。限外ろ過膜に基づくこのシステムは逆浸透膜ベースのユニットとは異なるため、塩のような溶質や鉱物油のような液体は膜を通過してしまう為、ろ過することはできない。このため、その様な物質で汚染された原液に対し使用することはできない。
2011年のスフィア基準によれば、平均1,200リットルの原水を用意すれば、1日400人分の清潔で飲用可能な水を供給することが可能である。

## 普及と清掃

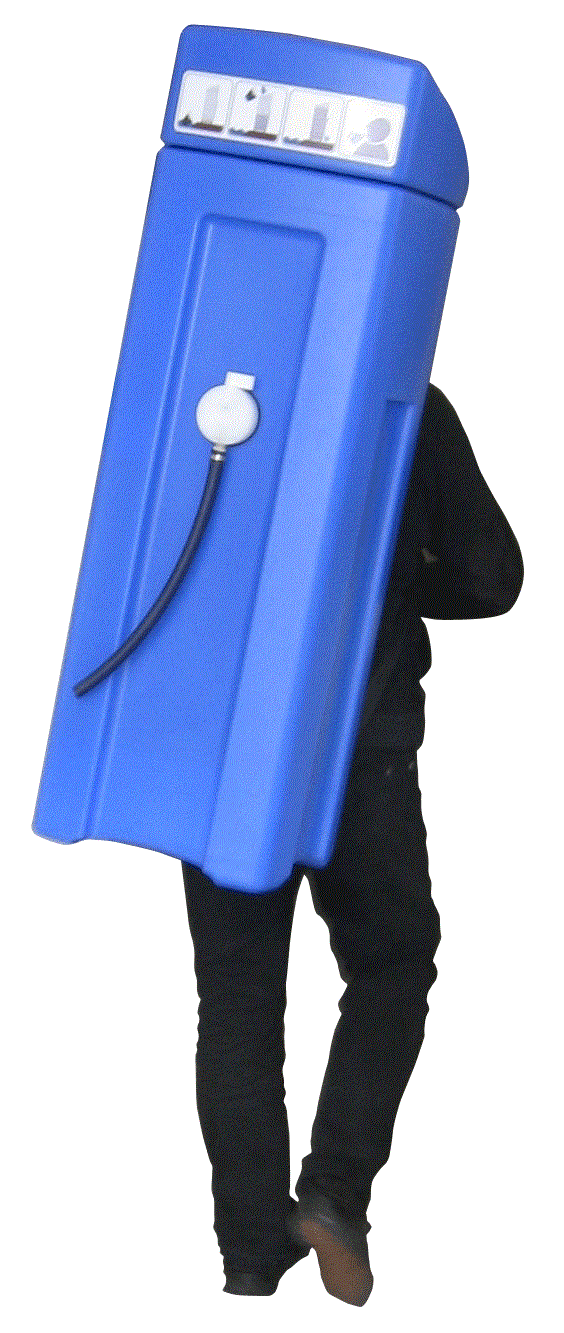

フィルターは、緊急時や災害時に使用できる様に設計されており、このPAULは必要に応じその場所まで歩いて持って行くことが可能である。2010年3月に初めてチリで使用されており、2010年9月以降使用された事例が拡大し、2012年4月には世界30か国以上で約700個以上が生産されている。
膜の寿命は約10年であるため、援助機関は災害後に現場から回収することが可能である。また、必要な原水の汚染の程度に応じて、数か月ごとに定期的にフィルターを修理または清掃することを推奨しており、清掃方法はPAULを一度奇麗な水で完全に満たし、底部の排出口から一気に排出することで沈殿物を洗い流すことが可能となる。
PAULはドイツ外務省の近辺に備蓄されており、数多くの人道支援組織で使用されている。

## 開発
この装置は、カッセル大学の土木工学部、都市水管理でドイツ連邦環境財団の資金提供プロジェクトの下に開発が行われている。

## 受賞歴
プロジェクト「ポール（PAUL） - 災害時の飲料水（Potable water at disasters）」は、2011年に開催されたドイツの競技大会「アイデアの国（Land of Ideas）」の中で、社会部門優勝を果たしている